# Schioppettino
Lo Schioppettino è un vitigno a bacca nera autoctono del Friuli-Venezia Giulia (conosciuto anche col nome di Ribolla nera) e della Primorska col nome di Pokalca.
Le origini di tale vitigno risalgono al Medioevo, e viene citato per la prima volta in un documento scritto del 1282 che ne attestava la presenza sulle tavole dell'aristocrazia udinese.

## Origini del nome
Il nome Schioppettino deriva dal suo antico nome friulano "Sclop", da ricondursi probabilmente alla croccantezza dell'acino, o in alternativa al fatto che la sua elevata acidità provocava la fermentazione malolattica in bottiglia, con conseguente esplosione del tappo.